# Formula Renault 3.5 Series 2010
Navigation
2009 2011
Le championnat de Formula Renault 3.5 Series 2010 se déroule au sein des World Series by Renault du 17 avril au 10 octobre 2010.

## Pilotes et écuries
R = Rookie
| Écurie                    | #  | Pilote            | Statut |
| ------------------------- | -- | ----------------- | ------ |
| International DracoRacing | 1  | Nathanaël Berthon | R      |
| International DracoRacing | 2  | Julián Leal       |        |
| Carlin Motorsport         | 3  | Mikhail Aleshin   |        |
| Carlin Motorsport         | 4  | Jake Rosenzweig   | R      |
| P1 Motorsport             | 5  | Walter Grubmüller | R      |
| P1 Motorsport             | 6  | Jan Charouz       | R      |
| Tech 1 Racing             | 7  | Brendon Hartley   |        |
| Tech 1 Racing             | 7  | Jean-Éric Vergne  | R      |
| Tech 1 Racing             | 8  | Daniel Ricciardo  | R      |
| Lotus Racing Junior Team  | 9  | Daniil Move       |        |
| Lotus Racing Junior Team  | 10 | Nelson Panciatici | R      |
| Pons Racing               | 11 | Federico Leo      |        |
| Pons Racing               | 12 | Daniel Zampieri   | R      |
| Epsilon Euskadi           | 15 | Albert Costa      | R      |
| Epsilon Euskadi           | 16 | Keisuke Kunimoto  |        |
| Comtec Racing             | 17 | Greg Mansell      |        |
| Comtec Racing             | 18 | Stefano Coletti   | R      |
| Fortec Motorsport         | 23 | Sten Pentus       |        |
| Fortec Motorsport         | 24 | Jon Lancaster     |        |
| ISR Racing                | 25 | Esteban Guerrieri |        |
| ISR Racing                | 25 | Alexander Rossi   | R      |
| ISR Racing                | 26 | Filip Salaquarda  |        |
| KMP Racing                | 27 | Anton Nebylitskiy |        |
| KMP Racing                | 28 | Víctor García     | R      |
| FHV Interwetten.com       | 29 | Bruno Méndez      | R      |
| FHV Interwetten.com       | 30 | Sergio Canamasas  | R      |

## Règlement sportif
- Chaque week-end de compétition comporte deux courses (sauf celui de Monaco).
- L'attribution des points s'effectue selon le barème 15,12,10,8,6,5,4,3,2,1 dans la les deux courses du week-end
- L'auteur du meilleur tour en course inscrit 2 points.

## Courses de la saison 2010
| Date         | Lieu              | Vainqueur         | Nationalité | Équipe                    |
| 17 avril     | Alcañiz           | Mikhail Aleshin   | Russie      | Carlin Motorsport         |
| 18 avril     | Alcañiz           | Sten Pentus       | Estonie     | Fortec Motorsport         |
| 1er mai      | Spa-Francorchamps | Mikhail Aleshin   | Russie      | Carlin Motorsport         |
| 2 mai        | Spa-Francorchamps | Esteban Guerrieri | Argentine   | ISR Racing                |
| 16 mai       | Monaco            | Daniel Ricciardo  | Australie   | Tech 1 Racing             |
| 5 juin       | Brno              | Esteban Guerrieri | Argentine   | ISR Racing                |
| 6 juin       | Brno              | Esteban Guerrieri | Argentine   | ISR Racing                |
| 19 juin      | Magny-Cours       | Mikhail Aleshin   | Russie      | Carlin Motorsport         |
| 20 juin      | Magny-Cours       | Nathanaël Berthon | France      | International DracoRacing |
| 3 juillet    | Hungaroring       | Daniel Ricciardo  | Australie   | Tech 1 Racing             |
| 4 juillet    | Hungaroring       | Sten Pentus       | Estonie     | Fortec Motorsport         |
| 4 septembre  | Hockenheim        | Daniel Ricciardo  | Australie   | Tech 1 Racing             |
| 5 septembre  | Hockenheim        | Esteban Guerrieri | Argentine   | ISR Racing                |
| 18 septembre | Silverstone       | Jean-Éric Vergne  | France      | Tech 1 Racing             |
| 19 septembre | Silverstone       | Esteban Guerrieri | Argentine   | ISR Racing                |
| 9 octobre    | Barcelone         | Daniel Ricciardo  | Australie   | Tech 1 Racing             |
| 10 octobre   | Barcelone         | Esteban Guerrieri | Argentine   | ISR Racing                |

## Classement des pilotes
| Classement | Pilote            | Pays             | Équipe                    | Nombre de points |
| ---------- | ----------------- | ---------------- | ------------------------- | ---------------- |
| 1er        | Mikhail Aleshin   | Russie           | Carlin Motorsport         | 138              |
| 2e         | Daniel Ricciardo  | Australie        | Tech 1 Racing             | 136              |
| 3e         | Esteban Guerrieri | Argentine        | ISR Racing                | 123              |
| 4e         | Sten Pentus       | Estonie          | Fortec Motorsport         | 78               |
| 5e         | Albert Costa      | Espagne          | Epsilon Euskadi           | 78               |
| 6e         | Stefano Coletti   | Monaco           | Comtec Racing             | 76               |
| 7e         | Nathanaël Berthon | France           | International DracoRacing | 60               |
| 8e         | Jean-Éric Vergne  | France           | Tech 1 Racing             | 53               |
| 9e         | Daniel Zampieri   | Italie           | Pons Racing               | 51               |
| 10e        | Brendon Hartley   | Nouvelle-Zélande | Tech 1 Racing             | 50               |
| 11e        | Filip Salaquarda  | Tchéquie         | ISR Racing                | 44               |
| 12e        | Nelson Panciatici | France           | Junior Lotus Racing       | 44               |
| 13e        | Jon Lancaster     | Royaume-Uni      | Fortec Motorsport         | 39               |
| 14e        | Anton Nebylitskiy | Russie           | KMP Racing                | 31               |
| 15e        | Greg Mansell      | Royaume-Uni      | Comtec Racing             | 23               |
| 16e        | Walter Grubmüller | Autriche         | P1 Motorsport             | 16               |
| 17e        | Federico Leo      | Italie           | Pons Racing               | 16               |
| 18e        | Jan Charouz       | Tchéquie         | P1 Motorsport             | 16               |
| 19e        | Jake Rosenzweig   | États-Unis       | Carlin Motorsport         | 13               |
| 20e        | Julián Leal       | Colombie         | International DracoRacing | 11               |
| 21e        | Daniil Move       | Russie           | Junior Lotus Racing       | 9                |
| 22e        | Keisuke Kunimoto  | Japon            | Epsilon Euskadi           | 8                |
| 23e        | Bruno Méndez      | Espagne          | FHV Interwetten.com       | 5                |
| 24e        | Víctor García     | Espagne          | KMP Racing                | 4                |